# 飛島 (岡山県)
飛島（ひしま）は、岡山県笠岡市にある島の総称、島嶼群である。

## 地理
笠岡諸島の島である大飛島と小飛島を総称して俗に「飛島」と呼ばれる。また、両島の大字も「飛島」であり、周囲の小無人島も含む。両島の合計人口は105人、高齢化率81.0%。

## 交通
本土からの交通手段は、三洋汽船が運行する笠岡 - 飛島 - 六島航路のみである。
- 笠岡港から（三洋汽船）
  - 普通船で小飛島まで50分、大飛島まで60分（大人980円・小人490円）[2]